# Melaleuca cornucopiae
Melaleuca cornucopiae är en myrtenväxtart som beskrevs av Norman Brice Byrnes. Melaleuca cornucopiae ingår i släktet Melaleuca och familjen myrtenväxter. Inga underarter finns listade i Catalogue of Life.